# Cantone di Albertville-Sud
Il Cantone di Albertville-Sud era un divisione amministrativa dell'arrondissement di Albertville.
È stato soppresso a seguito della riforma complessiva dei cantoni del 2014, che è entrata in vigore con le elezioni dipartimentali del 2015.
Comprendeva parte della città di Albertville e i comuni di:
- La Bâthie
- Cevins
- Esserts-Blay
- Gilly-sur-Isère
- Grignon
- Monthion
- Rognaix
- Saint-Paul-sur-Isère
- Tours-en-Savoie